# Freycinetia graminea
Freycinetia graminea är en enhjärtbladig växtart som beskrevs av Carl Ludwig von Blume. Freycinetia graminea ingår i släktet Freycinetia och familjen Pandanaceae.
Artens utbredningsområde är Moluckerna. Inga underarter finns listade.